# 蔵王産業
蔵王産業株式会社（ざおうさんぎょう、ZAOH COMPANY,LTD.）は、東京都江東区に本社を置き、清掃機器、洗浄機器等の販売を手掛けている企業。東京証券取引所スタンダード市場上場。

## 概要
1956年に設立。主に業務用の清掃機器や洗浄機器等の輸入・販売を手掛けているが、イタリアの家電メーカーであるアリエテの家電製品も取り扱っている。

## 沿革
- 1956年4月19日 - 東京都千代田区にて設立。
- 1967年5月 - 業務用真空掃除機や自動床洗浄機などの環境クリーニング機器の販売を開始。
- 1991年1月 - 東京都江東区に本社屋が完成したと同時に、本社を移転。
- 1994年11月 - 株式を店頭公開。
- 2004年12月 - JASDAQ上場。
- 2006年3月 - エタニ産業株式会社を完全子会社化。
- 2007年
  - 5月8日 - 東京証券取引所2部へ上場。
  - 6月 - JASDAQ上場廃止。
- 2015年3月 - 東京証券取引所1部へ市場変更。
- 2021年7月1日 - エタニ産業株式会社を吸収合併[5]。